# Hans Steininger (Künstler)

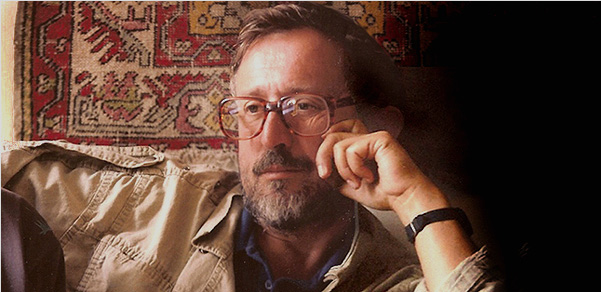
Hans Steininger (1992)

Hans Steininger (* 20. Juli 1938 in Horn; † 13. Februar  2000 in Akaba, Jordanien; Pseudonym: Wolfker von Stein) war ein österreichischer Maler.

## Leben
Hans Steininger studierte von 1959 bis 1964 Malerei an der Akademie der bildenden Künste in Wien bei Sergius Pauser, Robin Christian Andersen und Herbert Boeckl. In Verbindung mit dem Studium der Geschichte legte Steininger seinen künstlerischen Schwerpunkt auf die Heraldik, unter besonderer Berücksichtigung des mittelalterlichen Poigreiches um seine Heimatstadt Horn.
Steininger achtete „den Menschen als ein Wesen mit geschichtlichem Bewusstsein. Die Wirklichkeit ereignet sich ihm immer wieder neu. Dabei wiederholt sich das, was schon in ferner Vergangenheit im Spiel war. Und doch richtet sich das Tun und Deuten zugleich auf die Zukunft.“

## Ausstellungen / Auszug
- 1984 Galerie Synthese, Wien[3]
- 1987 Stadtturmgalerie, Innsbruck (EA)[4]
- 1989 Schloss Bruck, Lienz[5]
- 2000 Städtische Galerie, Lienz (EA)[6]
- 2000 Kunstverein Horn, Lienz (EA)[6]
- 2016 Adventkalender Lienz 2016: Das 14. Fenster, Hans Steininger[7]